# Kotore
Kotorr en albanais et Kotore en serbe latin (en serbe cyrillique : Которе) est une localité du Kosovo située dans la commune/municipalité de Skenderaj/Srbica et dans le district de Mitrovicë/Kosovska Mitrovica. Selon le recensement kosovar de 2011, elle compte 279 habitants, tous albanais.

## Démographie

### Évolution historique de la population dans la localité
| 1948 | 1953 | 1961 | 1971 | 1981 | 1991 | 2011 |
| ---- | ---- | ---- | ---- | ---- | ---- | ---- |
| 401  | 422  | 422  | 430  | 494  | 516  | 279  |

|  |